# Турци във Венецуела
Турците във Венецуела (на турски: Venezuela Türkleri) са турци, които са имигрирали във Венецуела. Броят им е 27 000. Към тях се причисляват и венецуелците от турски произход. Турската общност до голяма степен се състои от имигранти или от потомци на имигранти, които са родени в Османската империя преди 1923 г. 